# Un giorno ideale per i pescibanana
Un giorno ideale per i pescibanana è un racconto breve scritto da J.D. Salinger, pubblicato in origine nel numero del 3 gennaio 1948 del New Yorker. Fu antologizzato in "55 Short Stories" nel 1949 del New Yorker, oltre che nella pubblicazione del 1953 di Salinger, Nove racconti. L'enigmatica storia tratta di una giovane coppia, Muriel e Seymour Glass, durante una vacanza in Florida. È la prima storia a trattare della fittizia Famiglia Glass.

## Storia editoriale
Quando il ventottenne Salinger propose il manoscritto al New Yorker nel gennaio 1947, intitolato "The Bananafish", questo fu accolto con interesse dall'editore William Maxwell e dal suo staff, anche se il senso della storia, nella sua versione originale, fu giudicato quasi incomprensibile.
Su suggerimento di Maxwell, Salinger si impegnò in un lavoro di riscrittura, aggiungendo la sezione iniziale con il personaggio di Muriel ed elementi che avrebbero portato alla tragica fine di Seymour. Salinger, in frequente consultazione con l'editore Gus Lobrano, sistemò la storia per diverse volte nel 1947, rinominandola alla fine “A Fine Day for Bananafish”. Il New Yorker pubblicò la versione finale di “A Perfect Day for Bananafish” un anno dopo che Salinger aveva presentato il primo manoscritto.
L'opera ottenne un'immediata acclamazione e secondo il biografo di Salinger Paul Alexander, fu "la storia che cambiò definitivamente il suo status all'interno della comunità letteraria". La decisione di Salinger di collaborare con Maxwell e lo staff del New Yorker nello sviluppo della storia segnò un notevole avanzamento nella sua carriera che lo portò ad entrare nella ristretta cerchia di coloro che scrivevano per il giornale.

## La famiglia Glass
Seymour è il primogenito dei sette figli di Les e Bessie Glass, artisti di fama internazionale di spettacoli musicali. A sei anni già leggeva Dostoevskij e le Upaniṣad, parlava correttamente inglese, francese, spagnolo, italiano, tedesco, latino e greco antico, presto avrebbe imparato cinese e giapponese, e avrebbe composto poesia Haiku in lingua originale. Per tutti i suoi fratelli è stato una guida spirituale ed il loro iniziatore alla letteratura, educatore e oggetto di un amore totale. Buddy, il secondogenito di due anni più giovane di Seymour, non ha mai finito l'università, ma insegna inglese in un college femminile, che raggiunge dalla sua casa isolata nei boschi. Zachary e Frances Glass sono gli ultimi dei figli e sulle loro figure, oltre che su quella di Bessie, è incentrato il romanzo Franny e Zooey. Tutti i figli hanno partecipato, prima o poi, per vent'anni dal 1927, al programma radiofonico "Ecco un bambino Eccezionale", essendo dotati di una straordinaria intelligenza e perspicacia.

## Opere derivate
Derivano dal racconto il manga e l'anime Banana Fish di Akimi Yoshida.